# Linie 1

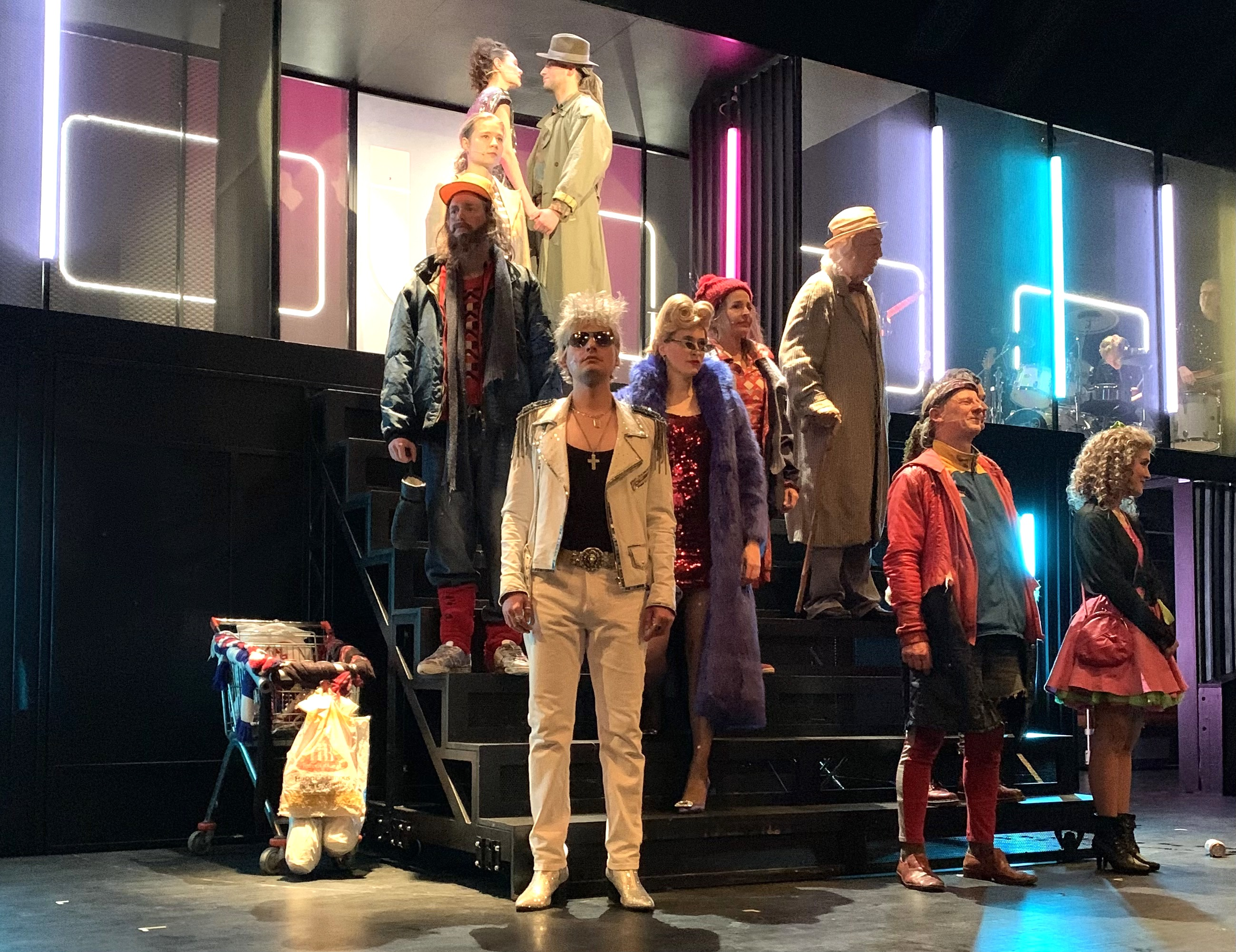
Linie 1 Aufführung im Berliner GRIPS Theater (2024)

Linie 1 ist ein Musical, das vom Berliner Grips-Theater am 30. April 1986 uraufgeführt wurde. Die Musik schrieb Birger Heymann mit der Rockband No ticket, die Texte verfasste sein Freund Volker Ludwig, die Bühne gestaltete Mathias Fischer-Dieskau, Regie führte Wolfgang Kolneder. 
Das Stück wurde der größte Erfolg des Grips-Theaters und entwickelte sich über Jahrzehnte international zu einem der meistgespielten Musicals aus Deutschland. 1988 wurde es von Reinhard Hauff verfilmt.

## Handlung
Linie 1 spielt in der Szenerie der Berliner U-Bahn-Linie 1. Die Linie verlief damals im Westteil der Stadt zwischen den Bahnhöfen Ruhleben und Schlesisches Tor (Kreuzberg) über den Bahnhof Zoo und durchquerte dabei verschiedene Bezirke mit gänzlich unterschiedlicher Sozialstruktur. Ein Mädchen vom Lande kommt nach Berlin. Auf der Suche nach ihrem Märchenprinzen, einem Berliner Rockmusiker, bleibt sie auf der U-Bahn-Linie 1 hängen, dem 'Orientexpress' nach Kreuzberg. Ihr begegnet ein Kaleidoskop großstädtischer Typen und Schicksale. Mit ihrer Naivität provoziert das Mädchen (Nathalie) Kontakte, Reaktionen und Handlungen, die ohne sie sonst nie geschehen wären.

## Geschichte

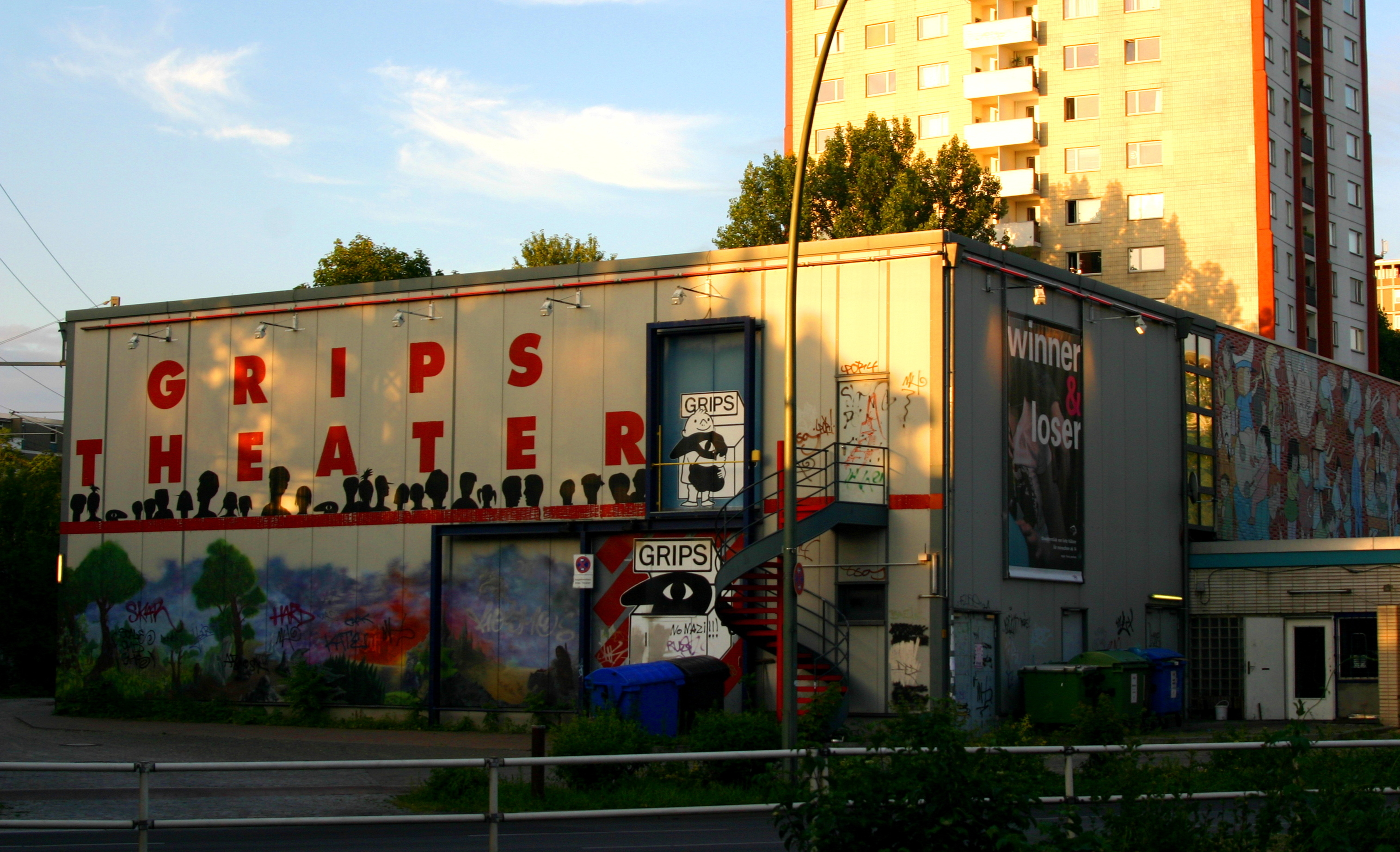
Das Grips-Theater in Berlin

Linie 1 wurde anfangs von allen großen Bühnen Deutschlands unbeachtet gelassen. Bundesweit bekannt wurde Linie 1 dadurch, dass mehrere Lieder in der Fernseh-Satiresendung Scheibenwischer aufgeführt wurden. Erst mit den Theaterwochen in Stuttgart, wo das Musical der einzige deutsche Beitrag war, wuchs der Bekanntheitsgrad. 1987 wurde Volker Ludwig für Linie 1 mit dem Mülheimer Dramatikerpreis ausgezeichnet. Von da an führte das Stuttgarter Staatsschauspiel das Stück auf und erzielte damit einen großen Erfolg. Weitere Bühnen folgten. Nachdem das Grips-Theater in Amsterdam, Dublin, Kalkutta, London, Paris, New York City, Omsk, Seoul, Vilnius und Wien Gastspiele absolviert hatte, nahmen nun auch andere Theater, darunter in Köln, Mannheim, Stuttgart, Wien und New York, das Musical in ihr Programm auf. In Indien ist es recht verbreitet.
Das Stück wurde der größte Erfolg des Grips-Theaters in Berlin. Wegen der technisch recht aufwendigen und teuren Show deckte der Kartenverkauf jedoch nicht die Kosten. Nachdem Volker Ludwig in einer Talkshow erwähnt hatte, dass das Haus schließen müsste, wenn von politischer Seite keine Unterstützung käme, erhöhten die Behörden die Grundsubvention.
In der ab 1988 gezeigten Nürnberger Aufführung von Linie 1 hatte der britische Rockmusiker Kevin Coyne den musikalischen Teil des Stücks übernommen. Ab dem Herbst 2006 ging eine Neuinszenierung auf Tournee unter Regie von Jürgen Morche, der musikalischen Leitung von Stephan Winkelhake und der Choreografie von Angela Hercules Joseph.
Linie 1 wurde auch in anderen Ländern mit großem Erfolg aufgeführt. Autor Ludwig erklärte diesen internationalen Erfolg damit, er „habe ein typisches Großstadtpanoptikum entworfen, das man in allen Metropolen der Welt wiedererkennt.“ Am 30. April 2016 feierte Linie 1 das 30-jährige Jubiläum am Grips-Theater Berlin, wo die Originalproduktion mittlerweile über 1.700 Mal zu sehen war.
Nach 37 Jahren wurde Linie 1 am Grips-Theater neu inszeniert. Die Regie der Neuinszenierung führte Tim Egloff, Premiere war am 30. März 2023.
Am 2. Dezember 2023 wurde das Stück zum 2000. Mal im Grips-Theater aufgeführt.
Das Musical wird bis heute gespielt (Stand September 2025).

## Besetzung

### Uraufführung 1986

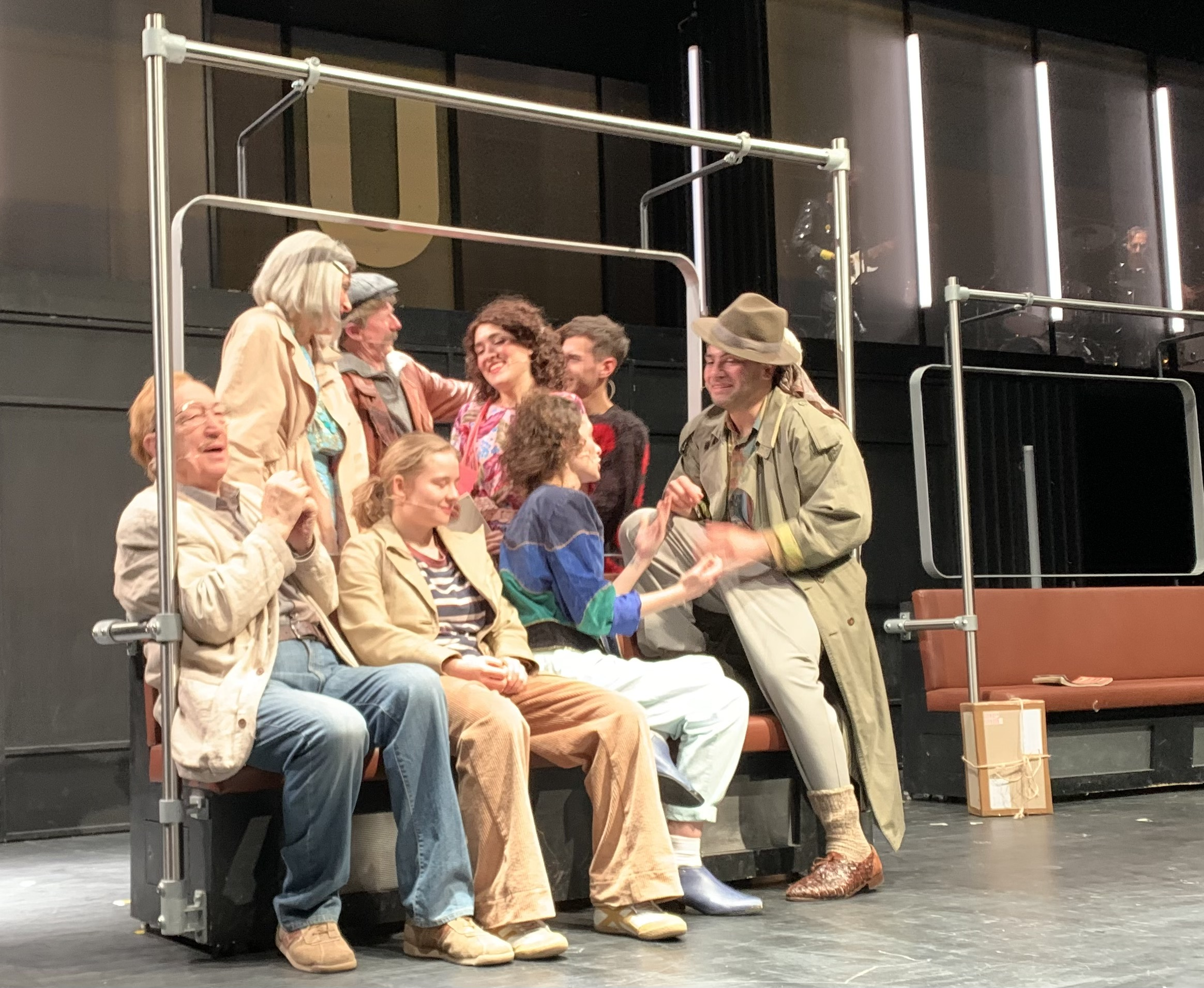
Dietrich Lehmann (links) in der 2007. Vorstellung des Musicals

- Dieter Landuris: Bambi, Verklemmter, Witwe Kriemhild u. a.
- Janette Rauch: Mädchen
- Else Nabu: Lady, Sozialdemokratin, Beziehungspartnerin u. a.
- Petra Zieser: Lumpi, Bisi, Chantal, Sängerin u. a.
- Christian Veit: Schlucki, Verwirrter, Witwe Martha u. a.
- Claus-Peter Damitz: Mondo, Witwe Lotti, Johnnie u. a.
- Dietrich Lehmann: Hermann, Witwe Agathe, Beziehungspartner u. a.
- Christiane Reiff: Lola, alte Frau, Bouletten‐Trude, Angestellte u. a.
- Thomas Ahrens: Erich, Kontrolleur, Sänger, Leichi u. a.
- Rainer Strecker: Kleister
- Folkert Milster: Junge im Mantel, Skin, Referent Zielinski u. a.
- Ilona Schulz: Maria, Risi, Fremdenführerin u. a.

### Spielzeit 2016/2017
- Patrik Cieslik: Bambi u. a.
- Esther Agricola: Risi, Maria, Fremdenführerin u. a.
- Ester Daniel: Lady, Sozialdemokratin, Beziehungspartnerin u. a.
- Ariane Fischer: Lumpi, Bisi, Chantal, Sängerin u. a.
- Christian Giese: Schlucki, Verwirrter, Witwe Martha u. a.
- David Brizzi: Mondo, Witwe Lotti, Johnnie u. a.
- Dietrich Lehmann: Mücke, Hermann, Witwe Agathe, Beziehungspartner u. a.
- Laura Leyh: Lola, alte Frau, Bouletten‐Trude, Angestellte u. a
- Jens Mondalski: Erich, Kleister, Kontrolleur, Sänger, Leichi u. a.
- Frederic Phung: Junge im Mantel, arbeitsloser Jugendlicher, Witwe Kriemhild u. a.
- Amelie Köder: Das Mädchen

## Titelliste
1. 6 Uhr 14 Bahnhof Zoo*
2. Tag ich hasse dich*
3. Warten
4. Gegenüber[8]**
5. Komm[9]*
6. Wenn die Liebe erwacht**

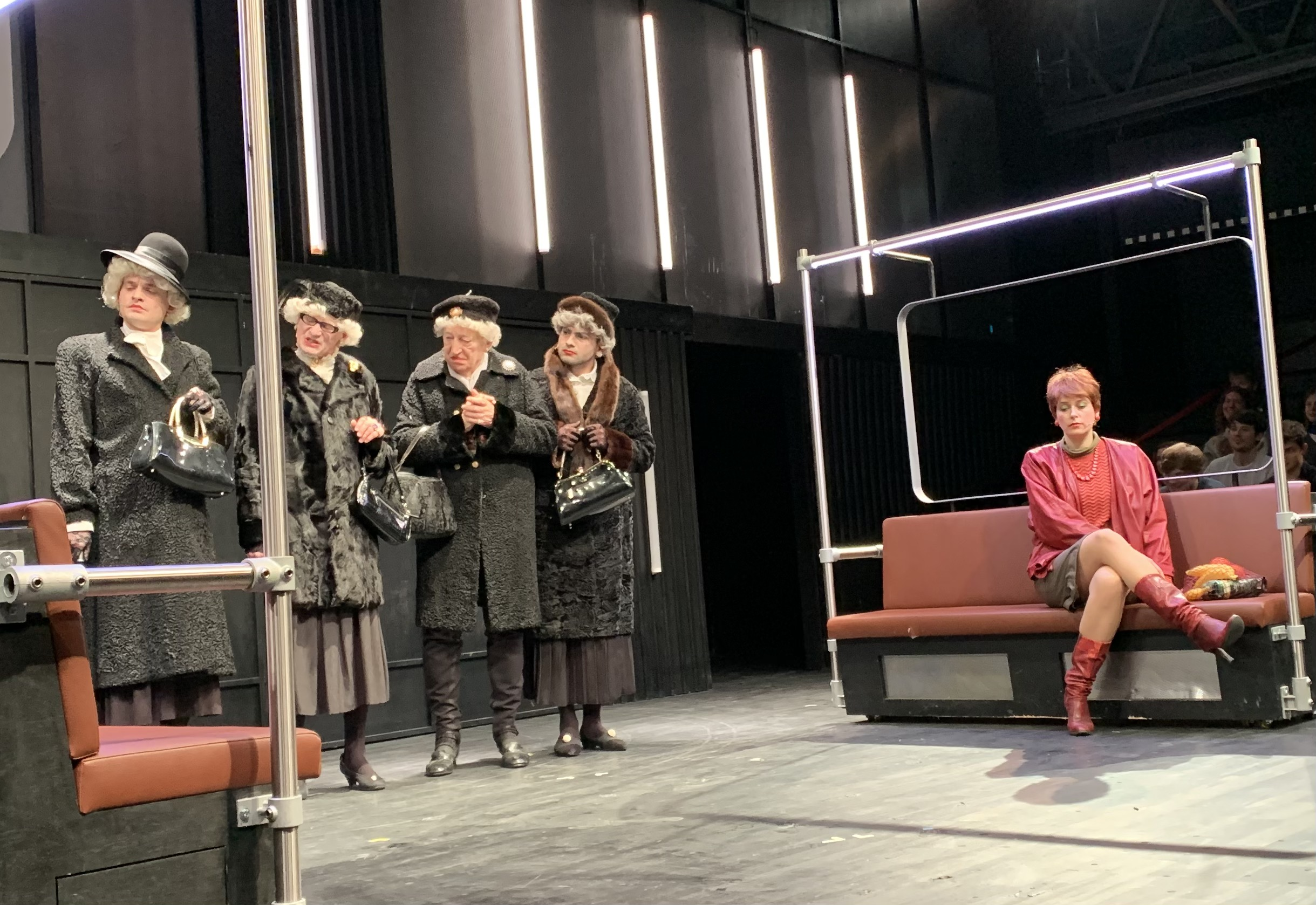
Die Wilmersdorfer Witwen auf der Bühne

7. Marias Lied (Du bist schön auch wenn du weinst)/(Hey Du)
8. Kontrolletti-Tango[10]
9. Der Anmacher (Horst)
10. Berlin-Lied[11]
11. Es ist herrlich zu leben**
12. Linie 1 (Touristen-Song)
13. Fahr mal wieder U-Bahn
14. Wilmersdorfer Witwen**
15. In jeder Großstadt bin ich zu Haus
16. Unbekanntes Mädchen[12]*
17. Nachruf
18. Mut zum Träumen**
19. Only You
20. Bitte halt mich fest

* Songs sind in der Verfilmung nicht enthalten; ** Songs in der Verfilmung gekürzt
 Band 
Die Musik wird von der Band „No Ticket“ gespielt:
- Matthias Witting (Keyboards)
- Axel Kottmann (Bass)
- George Kranz (Schlagzeug)
- Thomas Keller (Saxophon)
- Michael Brandt (Gitarre)

## Adaptionen
- Bereits 1988 entstand die erfolgreiche gleichnamige Verfilmung unter der Regie von Reinhard Hauff und mit einem großen Teil der Schauspieler der Originalaufführung am Grips-Theater.
- Marias Lied (Du bist schön auch wenn du weinst) wurde von den Beatsteaks adaptiert und erstmals 2002 auf der Wohnzimmer EP unter dem Titel Hey Du veröffentlicht. Es war außerdem als B-Seite auf Hand In Hand. 2008 wurde Hey Du als Single aus dem Live-Album Kanonen auf Spatzen ausgekoppelt und das dazugehörige Video wurde in der Kategorie Bestes Video National für den Echo 2009 nominiert. Der Berliner Rapper Sido veröffentlichte am 16. Oktober 2009 ebenfalls eine Single mit dem Titel Hey du!, die die erste Strophe aus Marias Lied als Hook enthält. Sido präsentierte den Titel auch im Rahmen seines Auftritts für MTV unplugged, für den er die Hookline vom Berliner Komiker Kurt Krömer singen ließ.
- Linie 1 wurde von vielen Schulen aufgeführt. So lief es im März 2014 in der Integrierten Gesamtschule Schaumburg in Stadthagen bereits zum zweiten Mal. Im Juni 2014 spielte das Gottfried-Arnold-Gymnasium Perleberg Linie 1 in Kooperation mit der Kreismusikschule Prignitz im Rahmen der 775-Jahr-Feier von Perleberg sowie der Landesmusikschultage 2015.
- Eine koreanische Adaption von Kim Min-ki wurde 1994 in Südkorea uraufgeführt. Das Stück lief dreizehn Jahre lang im selben Theater und wurde damit zum bis dahin erfolgreichsten Musical in Südkorea.[14]
- Die erstmalige Adaption für Figurentheater hatte am 1. Oktober 2015 in Lübeck im Figurentheater Lübeck Premiere. Inszeniert wurde die Fassung vom Kobalt Figurentheater Lübeck[15] mit 41 Figuren und drei Spielern in offener Spielweise.[16]
- Linie 1 wurde im Dezember 2024 an der Hochschule Mittweida als interdisziplinäres Projekt der Hochschulbühne Mittweida e. V. mit Studierenden und Lehrenden der Hochschule aufgeführt.[17]

## Veröffentlichungen
- LINIE 1 auf Polydor
  - LP 831 219 - 1
  - MC 831 219 - 4
  - CD 831 219 - 2

- Film-Soundtrack
  - LP 835 391 - 1
  - MC 835 391 - 4
  - CD 835 391 - 2

- VHS-Video
  - Spieldauer: 90 Min.
  - Studio: Marketing Film

- DVD
  - seit 24. Oktober 2008 erhältlich
  - Spieldauer: 95 Min.
  - Studio: Kinowelt Home Entertainment

- DVD der Bühnenversion
  - Spieldauer: 175 Min.

- Blu-Ray (Special Edition, erstmals aufwändig restauriert in 4k, mit neuem Bonusmaterial)
  - seit 25. August 2022 erhältlich
  - Spieldauer: 100 Min.
  - Studio: Studiocanal

## Dokumentarfilm
- Theaterlandschaften: GRIPS Theater Berlin. Dokumentarfilm, Deutschland, 2008, 30 Min., Buch und Regie: Jobst Knigge, Moderation: Esther Schweins, Produktion: ZDFtheaterkanal, 3sat, ZDFdokukanal, Reihe: Theaterlandschaften, Erstsendung: 28. Dezember 2008 bei 3sat, Inhaltsangabe von broadview.tv; zur Rezeptionsgeschichte in Deutschland und international sowie zur Bühne.